# Volvo S90
La Volvo S90 est une berline du constructeur automobile suédois Volvo lancée en 1996. Il s'agit d'une petite évolution de la 960, la dernière propulsion du constructeur suédois. En 1998, elle est remplacée par la S80, remplacée en 2016 par une deuxième génération de S90. En France le modèle n'est plus distribué.

## Première génération (1996-1998)
La nouvelle nomenclature Volvo modifie les noms des modèles de la gamme du constructeur suédois. À l'instar des 850 qui deviennent S70 en berline et V70 en break, la 960 devient S90 en berline et V90 en break en 1997. Cependant, la 940 a conservé son appellation jusqu'à la fin de sa production.
Certains pays européens ont continué à recevoir l'appellation 960 alors que pour d'autres comme les États-Unis, il faut attendre 1996 (au dernier millésime) pour que les 960 deviennent S90/V90.
Ce restylage nait de l'avortement du projet de remplaçante de la 960 par un modèle basé sur la Renault Safrane. Volvo doit alors prendre le temps de développer soi-même une nouvelle plate-forme pour remplacer sa routière, ce qui donnera naissance à la Volvo S80 de première génération.
Le restylage comprenait de nouveaux coloris intérieurs et extérieurs. On note que le levier de vitesse, les accoudoirs, le frein à main et certains commodo ont été redessinés. La climatisation est améliorée tandis qu'un nouveau système audio plus puissant est monté de série. En option, une glacière électrique est proposée dans le coffre.
Sous le capot, on retrouve le 6 cylindres 2,9 litres développant deux puissances, 180 et 204 ch. Deux finitions également, Executive Line et Summum. La boîte manuelle à 5 rapports est réservée au moteur de 180 ch et la boîte automatique 4 vitesses au moteur de 204 ch.
En février 1998 la production des S90 et V90 s'arrête. Seulement 26 269 exemplaires de la berline et 9 067 exemplaires du break seront produits. C'est la S80 qui prend la suite, remplaçant la dernière propulsion du constructeur suédois.

### Galerie

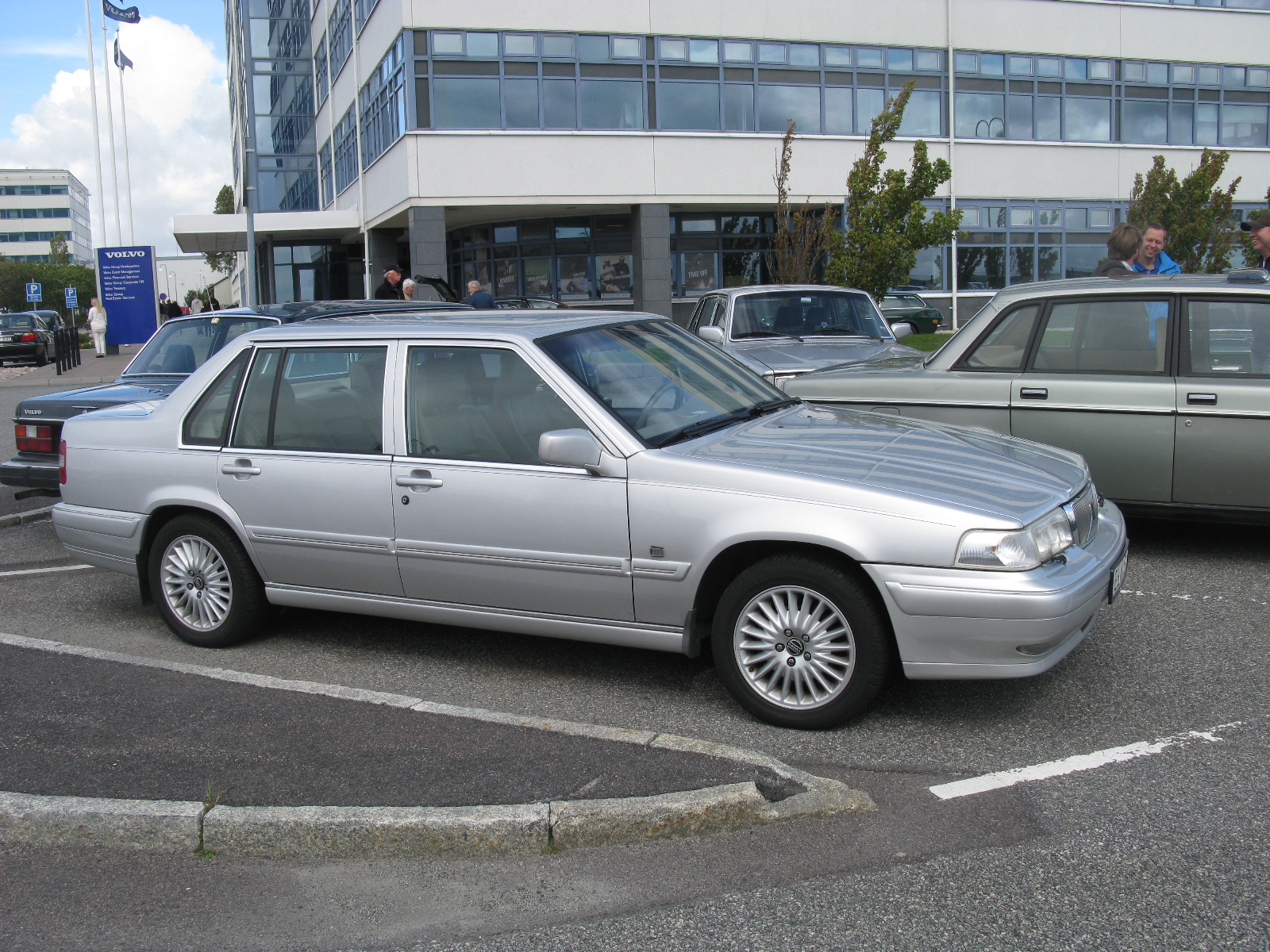
Volvo S90 (1996 - 1998)
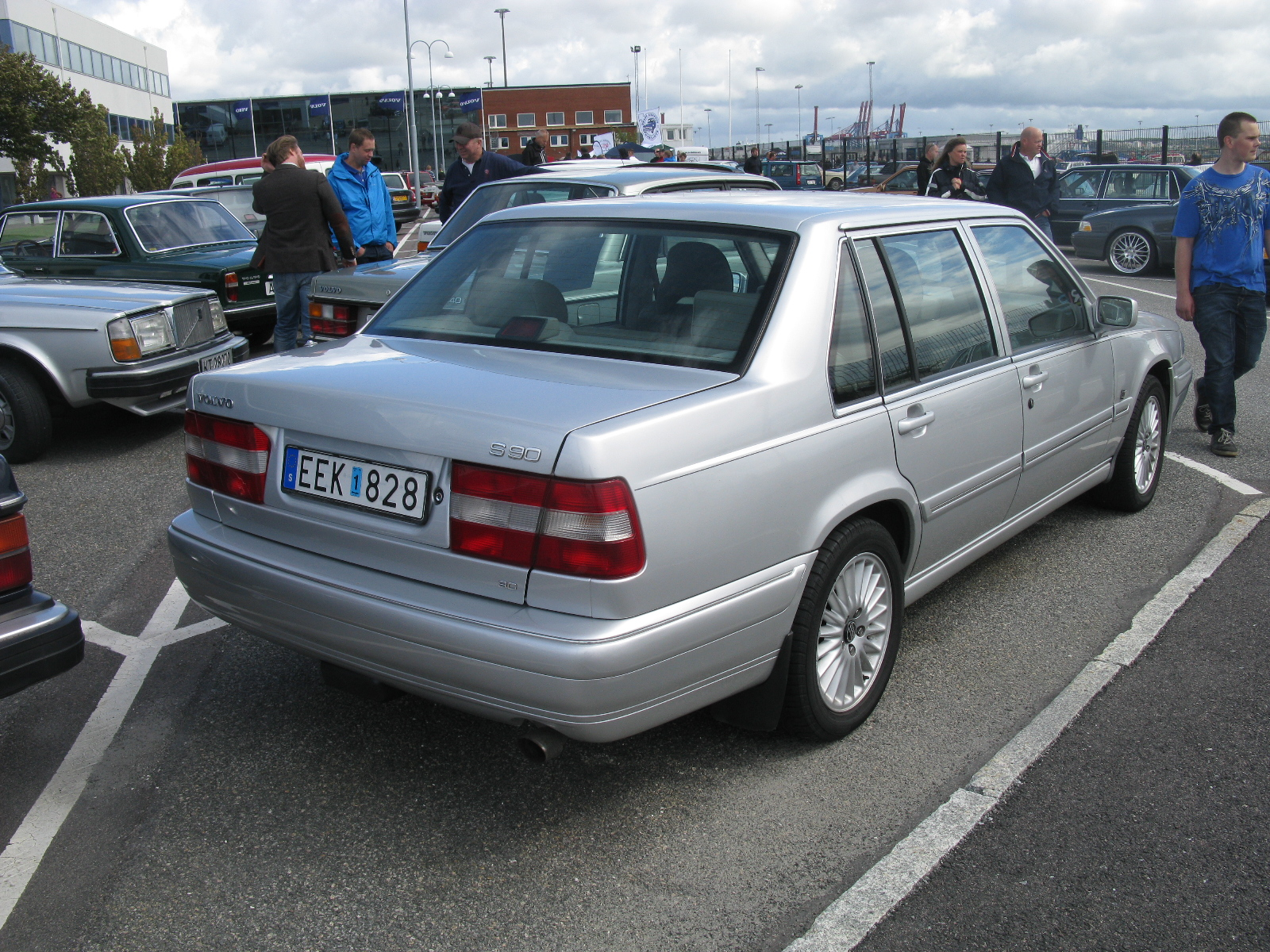
Volvo S90 (1996 - 1998)

## Seconde génération (2016-2025)
La seconde génération de la S90 est dévoilée le 2 décembre 2015. Elle remplace la S80. Le break qui en dérive porte le matricule V90, Volvo cessant d'employer des numéros décalés d'une dizaine pour distinguer berline et break d'un même modèle. Elle inaugure le nouveau style Volvo, avec notamment des phares avant munis de LED en « T » appelés marteaux de Thor, en référence à la mythologie scandinave. Fidèle à ses origines, Volvo a mis l'accent sur la sécurité active et passive, et la S90 obtient la meilleure note au crash test Euro NCAP : 5 étoiles.
Côté motorisations, tous les modèles sont équipés de la nouvelle gamme de moteurs « DRIVE-E » 4 cylindres de 2 litres de cylindrée.
Quelques exemplaires ont été fabriqués en Suède, maintenant tous les modèles de S90 sont fabriqués en Chine, à Daqing puis transportés en Europe par train sur une toute nouvelle liaison ferroviaire. Pour l'Inde et l'Asie du Sud-Est, les unités sont assemblées localement en « nécessaire en pièces détachées », respectivement à Bangalore et Kuala Lumpur (usine de Shah Alam).

### Phase 2

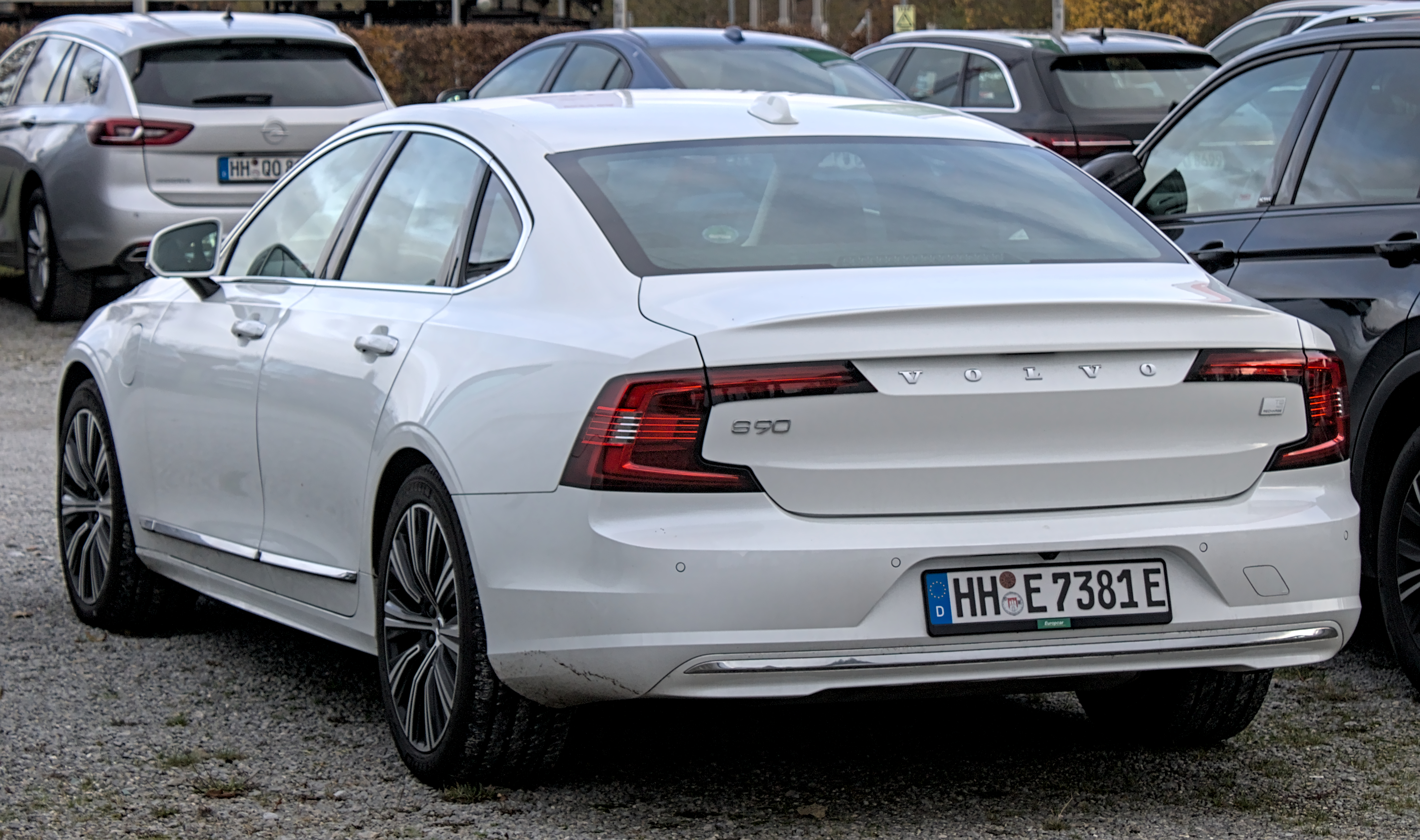
Volvo S90 T8 (2020 - ...)

En 2020, la S90 est restylée. Les feux avant et arrière ont été redessinés. L'ensemble des motorisations adoptent une hybridation légère.
La S90 cesse alors d'être distribuée en France, faute de ventes suffisantes. La S90 représentait 37% des immatriculations de la famille S90/V90, soit seulement 3,22% des immatriculations totales de la marque en France en 2019,.

### Caractéristiques techniques
|                            | D3                     | D4                     | D5 AWD                 | T5                     | T6 AWD                 | T8 Twin Engine                           |
| -------------------------- | ---------------------- | ---------------------- | ---------------------- | ---------------------- | ---------------------- | ---------------------------------------- |
| Cylindrée                  | 1 969 cm3              | 1 969 cm3              | 1 969 cm3              | 1 969 cm3              | 1 969 cm3              | 1 969 cm3                                |
| Architecture               | 4 cylindres en ligne   | 4 cylindres en ligne   | 4 cylindres en ligne   | 4 cylindres en ligne   | 4 cylindres en ligne   |                                          |
| Puissance maxi             | 150 ch à 3 750 tr/min  | 190 ch à 4 250 tr/min  | 235 ch à 4 000 tr/min  | 254 ch à 5 500 tr/min  | 320 ch à 5 500 tr/min  | 320 ch à 5 500 tr/min + 87 ch électrique |
| Couple maxi                | 320 N m à 1 750 tr/min | 400 N m à 1 750 tr/min | 480 N m à 1 750 tr/min | 350 N m à 1 500 tr/min | 400 N m à 1 500 tr/min |                                          |
| Vitesse maxi               | 205                    | 230                    | 240                    | 230                    | 250                    | 250                                      |
| 0-100 km/h                 | 9,9                    | 8,2                    | 7,0                    | 6,8                    | 5,9                    | 4,8                                      |
| Consommation (en L/100 km) | 4,4                    | 4,4                    | 4,8                    | 6,5                    | 7,2                    | 2,0                                      |
| Émissions de CO2 (en g/km) | 115                    | 116                    | 127                    | 149                    | 165                    | 46                                       |

### Finitions
- Momentum
- R-Design
- Inscription
- Inscription Luxe
- Excellence